# 3 Akkorde für ein Halleluja
3 Akkorde für ein Halleluja ist eine Dokumentation von Trini Trimpop über die Geschichte der Musikgruppe Die Toten Hosen von 1982 bis 1988.
Der Film erschien zunächst im November 1989 als VHS-Video, kurz nach der Veröffentlichung des Albums Ein kleines bißchen Horrorschau, das die Band erstmals bei einem breiteren Publikum bekannt machte. Im Kino wurde 3 Akkorde für ein Halleluja erst am 18. Juli 1991 uraufgeführt. Der Musikfilm wurde 2004 mit einer Goldenen Schallplatte ausgezeichnet, für bis dahin bundesweit mehr als 25.000 verkaufte Exemplare.
2006 ergänzte Regisseur Stefan Kloos die 89 Minuten lange Rückschau mit aktuellen Kommentaren von Uwe Faust und Campino. Danach wurde 3 Akkorde für ein Halleluja als DVD neu aufgelegt und erreichte Platz 46 in den deutschen Charts.

## Handlung
In 3 Akkorde für ein Halleluja wird der musikalische Werdegang der Band Die Toten Hosen in unterhaltender Form und mittels zahlreicher Amateuraufnahmen aus dem Privatbesitz der Band dokumentiert. Das Material beinhaltet z. B. Filmausschnitte von einem Wohnzimmerkonzert in Timmendorfer Strand, einem Auftritt in Litauen oder der Überfahrt der Band nach Helgoland, begleitet von 350 Fans und eskortiert von einem Polizeiboot. Gezeigt werden zudem Szenen aus dem anschließenden, von der Band spontan organisierten Fußballspiel auf der Insel, das als Ersatz für das wegen Auftrittsverbots ausgefallene Konzert veranstaltet wurde. Dies geschah unter der Obhut von hundert Einsatzkräften der Polizei mit Hunden.
Des Weiteren enthält 3 Akkorde für ein Halleluja Szenen vom Benefizkonzert für die Stahlarbeiter der Hütten- und Bergwerke Rheinhausen im Februar 1988 anlässlich der drohenden Betriebsschließung. Es enthält einen Mitschnitt vom gemeinsamen Auftritt Herbert Grönemeyers, der Rodgau Monotones und der Toten Hosen bei der Demonstration gegen die geplante atomare Wiederaufarbeitungsanlage Wackersdorf am 27. Juli 1986. Sie spielen eine Coverversion des Liedes Am 30. Mai ist der Weltuntergang, das im Jahr 1954, gesungen vom Golgowsky-Quartett, auf Platz eins der deutschen Hitparade stand. Zudem präsentierten die Toten Hosen den Titel Hofgarten von ihrem ersten Album Opel-Gang mit der abgewandelten Textzeile: „Ficken, Bumsen, Blasen auf dem atomverseuchten Rasen“.
3 Akkorde für ein Halleluja ist zudem eine Sammlung der verschiedensten Fernsehauftritte der Band in den ersten sieben Jahren ihrer Karriere, darunter u. a. die Die Michael Braun Talkshow und Rock Aktion Television, die Musiksendung Formel Eins und Alfred Bioleks Show Bei Bio, wo sie 1984 zusammen mit Kurt Raab ihre Coverversion des Liedes Kriminaltango vorstellten. Gezeigt wird, der erste Auftritt im Schweizer Fernsehen, als der ansagende Sprecher bezweifelt, dass ihr Beitrag, eine Aufzeichnung ihrer Version des Düsseldorfer Karnevalschlagers Altbierlied, etwas mit Kultur zu tun habe, und ihre Teilnahme in Mike Krügers Unterhaltungssendung Vier gegen Willi als Spielpartner für die Gäste. Darüber hinaus sind die ersten Musikvideos der Gruppe zu sehen, darunter Eisgekühlter Bommerlunder mit Kurt Raab und Marianne Sägebrecht und Hier kommt Alex. Zudem gibt es einige Einspielungen von Bernd Schadewalds Inszenierung von A Clockwork Orange in Bonn Bad Godesberg, an der die Musiker maßgeblich beteiligt waren, und einer Szene aus Der Formel Eins Film in ihrer Rolle als The Evil Kids mit dem Titel Head over Heels.
„Doktor“ Uwe Faust, Fahrer des Tourbusses und Roadie der Band, und Elke Heidenreich in der Rolle der „Tante Else“ mit Kopftuch und Morgenmantel, bilden mit zahlreichen Anekdoten und Kalauern einen Übergang zu den verschiedenen Amateurvideos, Reportagen, Ausschnitten aus Fernsehsendungen und Musikvideos. Zudem führt der Journalist Alan Bangs auf der Treppe des Rheinstadions in Düsseldorf ein Gespräch mit der Band, das sich, in mehrere Abschnitte unterteilt, wie ein ‚roter Faden‘ durch den gesamten Film zieht.

## Musiktitel
1. Rock ’n’ Roll  Cover von Gary Glitter (Musik: Mike Leander / Text: Gary Glitter)
2. Opel-Gang  (Andreas von Holst, Campino / Michael Breitkopf, Campino, von Holst, Andreas Meurer, Trini Trimpop)
3. Verschwende Deine Zeit (Campino)
4. Liebesspieler (Breitkopf, Campino, von Holst / Campino)
5. Das Wort zum Sonntag (von Holst / Campino)
6. Reisefieber (Breitkopf, Campino, von Holst, Meurer, Trimpop / Campino)
7. Disco in Moskau – 3:05 Cover von The Vibrators, (Phil Ram, Übersetzung: Campino)
8. Ülüsi (Meurer, von Holst, Campino)
9. Hofgarten (von Holst, Meurer, Breitkopf / von Holst)
10. Liebeslied (Breitkopf / Campino)
11. 1000 gute Gründe (Breitkopf / Campino)
12. Altbierlied (Hans Ludwig Lonsdorfer)
13. Wir Cover von Freddy Quinn, (Lotar Olias / Fritz Rotter)
14. Halbstark Cover von The Yankees (Bachtelt / Adanowski)
15. Hier kommt Alex
16. Head over Heels (Trimpop / Campino)
17. Hip Hop Bommi Bop (Breitkopf, Campino, von Holst, Meurer, Trimpop / Meurer, Trimpop)
18. Teenage Rebell (Wolfgang Rohde)
19. Eisgekühlter Bommerlunder
20. Happy Metal (Breitkopf / von Holst)
21. Bis zum bitteren Ende (Campino)

## Kritiken
Stuttgarter Zeitung am 20. Juli 1991 unter der Überschrift „Bilanz der Narren“:

„Die Texte etwas sozialkritisch, gerne blasphemisch und obszön, dazu ein meist unerträglicher Radau.“

Branchenmagazin film-dienst Juli 1991:

„Das ist Welten entfernt vom Sozialgeplänkel eines Wolfgang Niedecken, hat ungefähr den Unterhaltungswert von alternativem Karneval und entschädigt weitgehend für die bescheidene Bildqualität diese Schnelldurchlaufs durch ein Kapitel bundesdeutscher Rockgeschichte.“